# 新集镇 (仪征市)
新集镇，是中华人民共和国江苏省扬州市仪征市下辖的一个乡镇级行政单位。

## 行政区划
新集镇下辖以下地区：
新集街道社区、八桥村、方桥村、光明村、花园村、新集村、天安村、联盟村、李营村、江宁村、庙山村、国庆村、长春村和凌东村。